# Quick

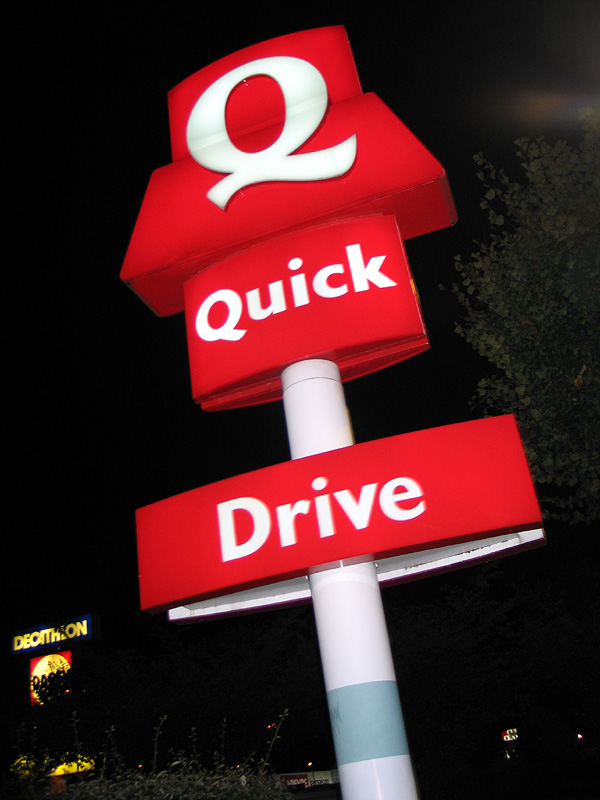
Um drive takeway da Quick em Montigny-lès-Cormeilles, Val d'Oise, França.

A Quick Restaurants NV/Quick Restaurants SA é uma cadeia de hamburguerias de fast-food sediada em Berchem, Antuérpia, Bélgica pelo barão belga Vaxelaire. Fundada em 1971, é uma das primeiras e maiores multinacionais cadeias de fast-food europeias. Em 2006 foi adquirida pela holding de investimentos do governo francês, a CDC. Em 2003, atendeu mais de 200 milhões de consumidores (1150 clientes por dia por unidade). Em 2014, a empresa possuía 495 unidades, sendo 13 abertas naquele ano, principalmente na Europa.

## História

### Início
A cadeia abriu os seus primeiros restaurantes em 1971 com dois restaurantes, um em Schoten, nos arredores de Antuérpia, e outro em Waterloo, a sul de Bruxelas por Maurice Cauwe e foi a primeira rede de Fast-food introduzida na Europa. Cauwe era presidente do grupo GB e as primeiras redes foram abertas no estacionamento de seus supermercados. O primeiro Quick em França abriu em Aix-en-Provence em 1980. Em 2007, o grupo belga se torna uma sociedade francesa de capital aberto e se valorizou bastante ao longo dos anos, chegando à marca de 1000 milhões de euros em 2013.

### Popularização
Em 1983, a Quick chega ao Luxemburgo. Neste mesmo ano, abrem filiais móveis para atender o interior da Bélgica e também adicionam salada no cardápio. E 1991 começam a abrir franquias na França. Em 1997, Quick compra uma parte dos restaurantes da rede Burger King da França. Em 1999, Quick tinha 9.773 empregados. Em janeiro de 2000, Quick fecha suas duas lojas na Holanda. Em 2001, Quick chega à Ilha de Reunião. Entre 2001 e 2004, a Quick fechou 86 restaurantes (sendo 33 na França e 37 na Bélgica), incluindo o encerramento de suas atividades na Hungria e Eslovênia.
A partir de 2006, as embalagens passam a mostrar as informações nutricionais. A partir de 2007, as batatas vendidas não são mais salgadas e rede Wi-Fi é implantada nas lojas. Em março de 2007, Quick abre uma filial na Argélia. Em 2008, duas filiais abrem na Rússia (Moscou e Toula). Também abrem o primeiro restaurante na Espanha, em Barcelona e o fecham em 2010 por baixo faturamento. Em 2009 fecham uma filial na cidade de Albi, na França, por falta de condições sanitárias. Em 2012 esta filiauma oferta de produtos baseada em carne certificada halal,
l é reaberta por novo dono e totalmente reformada, sendo eleita em 2013 a melhor unidade franqueada da rede.
Em 20 de abril de 2015, é aberto o primeiro restaurante na Tunísia. A Quick tem planos para abrir mais restaurantes ao redor do mundo, principalmente em países da África.

### A partir de 2010
A Quick esteve envolvida em polémica em fevereiro de 2010, após testar em 8 dos seus 362 restaurantes franceses uma oferta de produtos baseada em carne certificada halal, na qual o bacon era substituído por peru defumado. Em 31 de agosto do mesmo ano, a rede encerra este tipo de produto e passa a vender somente o menu tradicional. Também passa a vender lanches à base de carne de peixe, mais opções de saladas e legumes e também inclui cerveja como opção de bebida em 14 restaurantes. Em 14 de dezembro de 2010, a Quick abriu o seu maior restaurante na França, em Furiani, na Córsega.
Em 22 de janeiro de 2011, um cliente morreu por intoxicação alimentar após comer no restaurante Quick de Avignon, na França. Staphylococcus aureus são encontradas no restaurante e no líquido gástrico da vítima. Em 21 de junho de 2011, Quick festeja 40 anos do grupo com uma exposição na Bélgica "Quick 2050: cenários para o futuro" (tradução livre).
O primeiro "Burger Bar" do Quick é inaugurado em 26 de junho de 2014 no centro comercial Qwartz, em Villeneuve-la-Garenne, com 158 m² e 40 lugares.
Em 2015 o jornal belga L'Echo avançou com a possibilidade de a Quick ser novamente vendida, desta feita para proprietários do Burger King.

### Evolução do logo

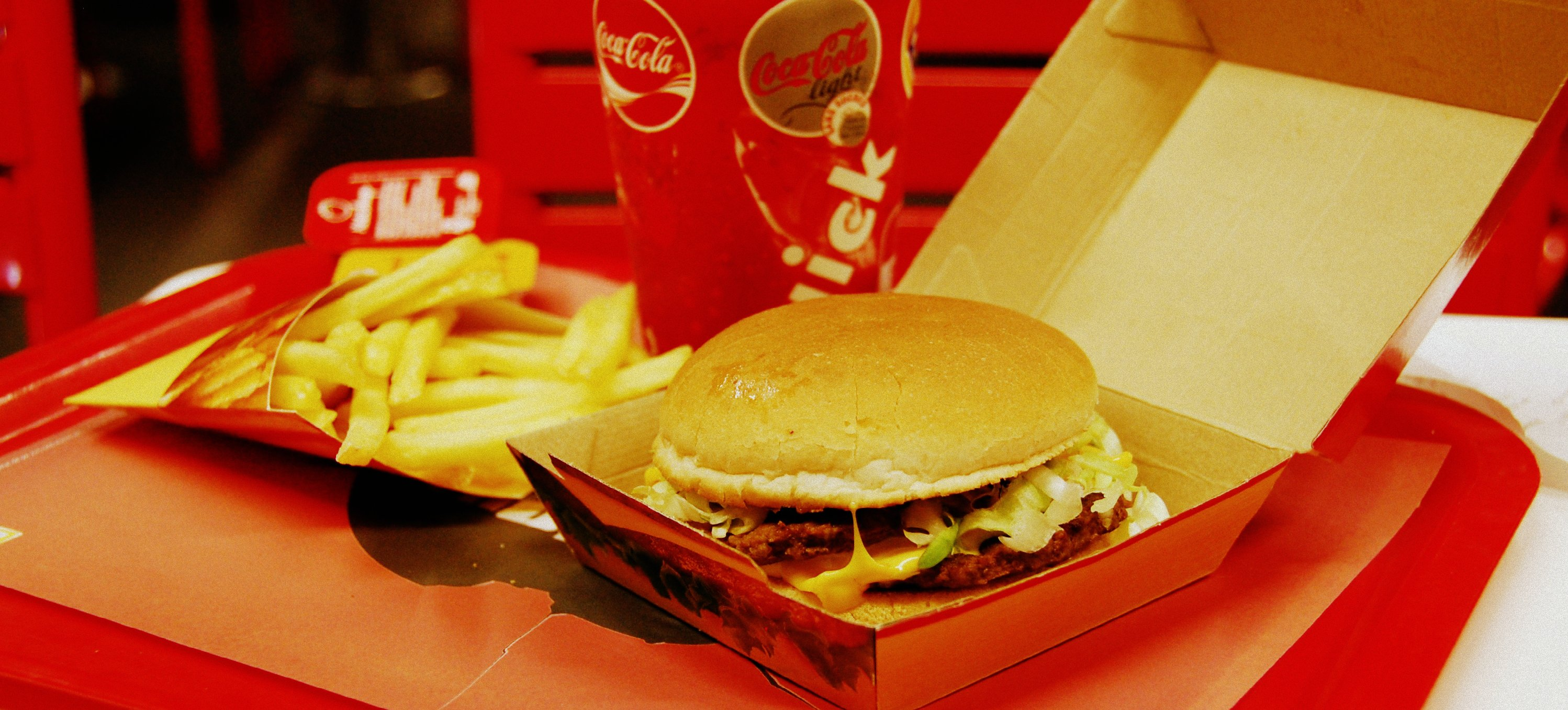
O Giant é um dos hambúrgueres servidos pelos restaurantes Quick.

Logo desde 2015.

## Controvérsia
A 22 de janeiro de 2011, Benjamin Orset, de 14 anos de idade, morreu depois de comer dois hambúrgueres contaminados no restaurante Quick em Avinhão, França. A autópsia concluiu que a criança morreu envenenada, com vestígios de estafilococos encontrados no seu corpo, bem como em cinco dos oito funcionários. O gestor da Quick, Jacques-Edouard Charret, recusou aceitar a responsabilidade pelo óbito. Depois de uma análise aprofundada, ficou provado que a Quick não era a fonte da contaminação por estafilococos, pelo que não foi considerada responsável pela morte de Benjamin.

## Ecologia
De 1995 a 2000, os dejetos dos restaurantes passaram de 42 para 36,5 toneladas, graças à mudança de embalagem de poliestireno para papelão.
Em 2005, uma unidade Quick consome em média 1400 kWh e 6 m³ de água por dia. O papelão, óleo e outros resíduos da cozinha são todos reciclados. O lixo do salão do restaurante são incinerados com recuperação de energia.